# 不来梅酒窖

不来梅市徽

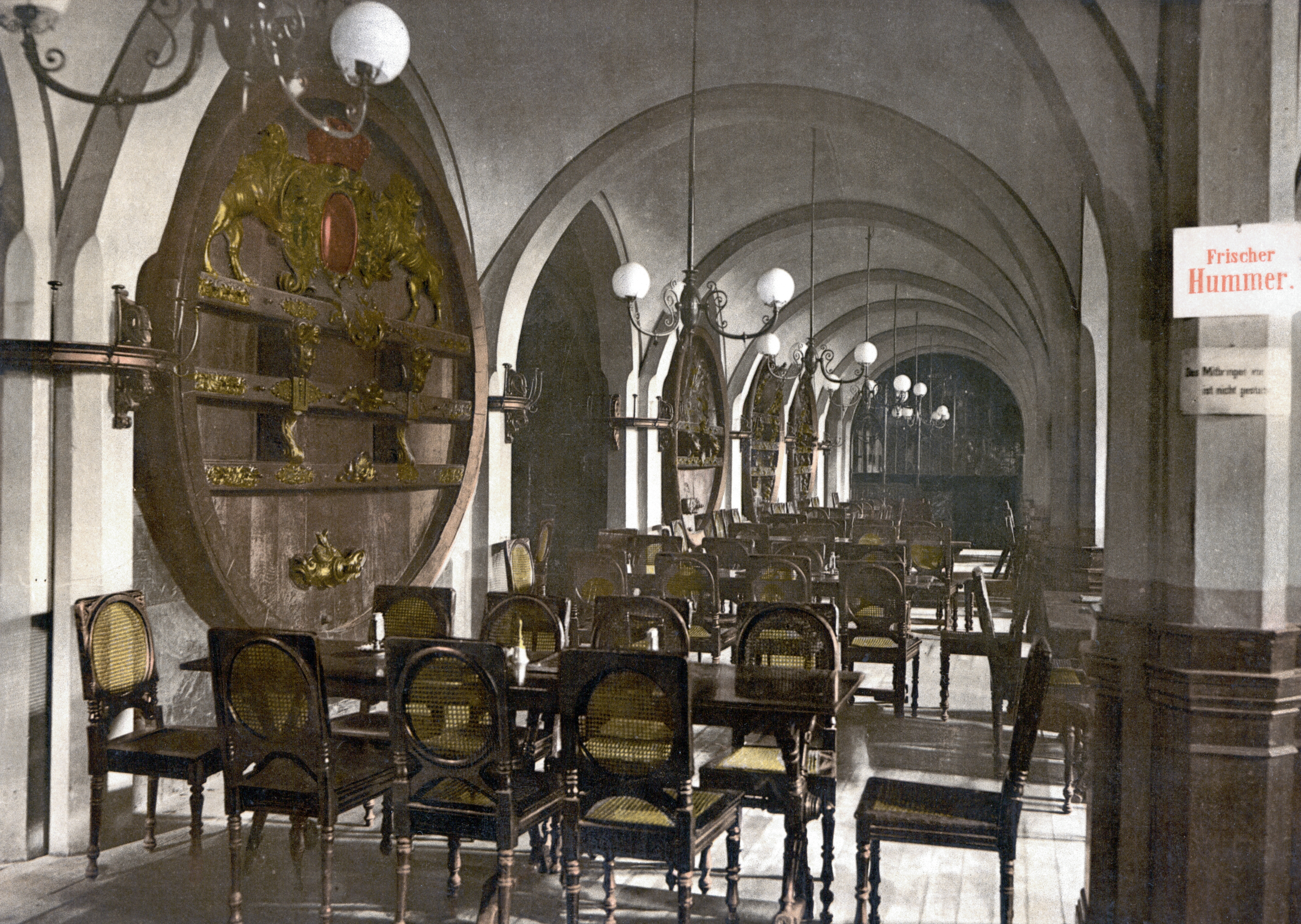
酒窖餐馆，1900年

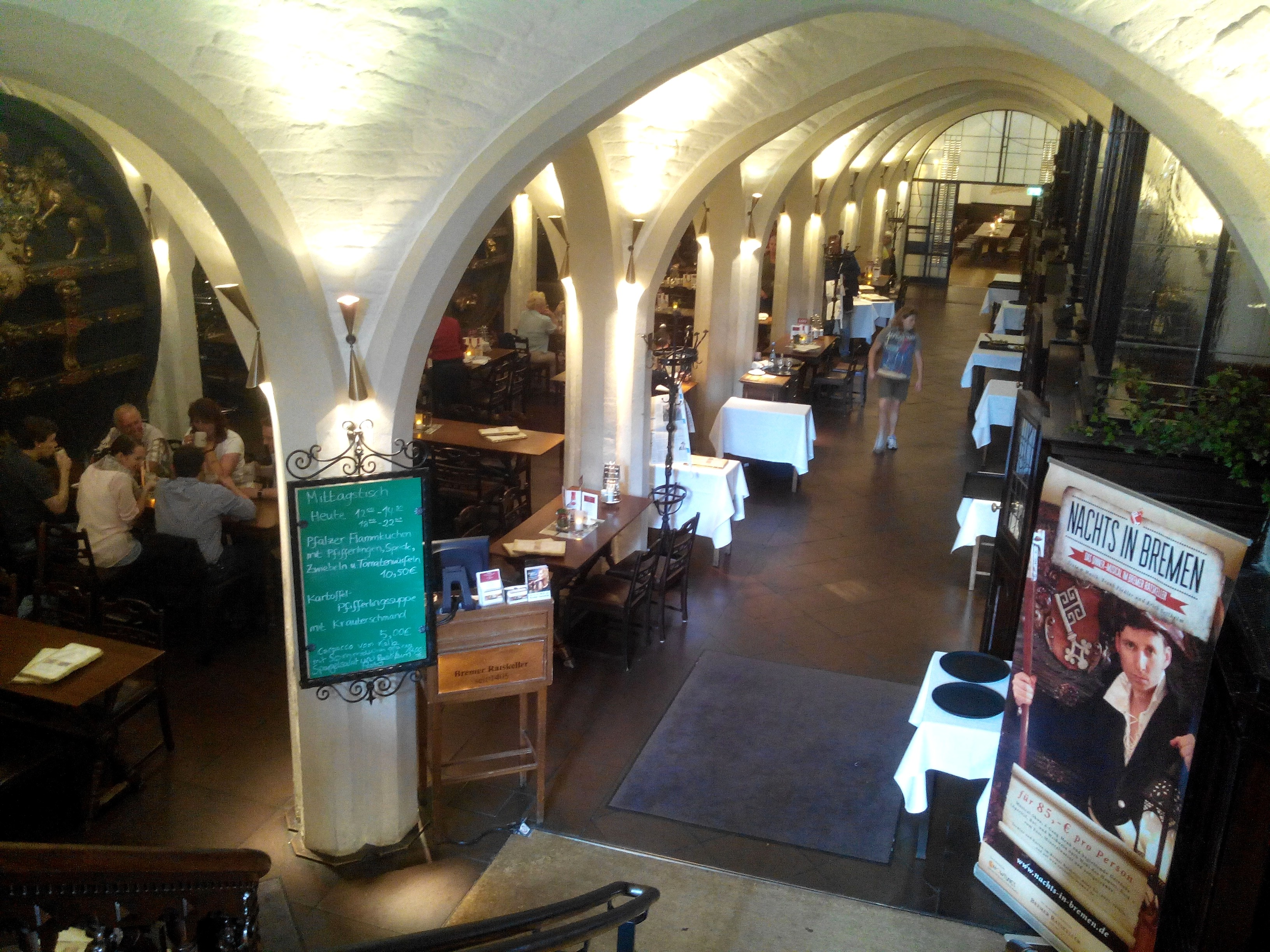
酒窖餐馆，2014年

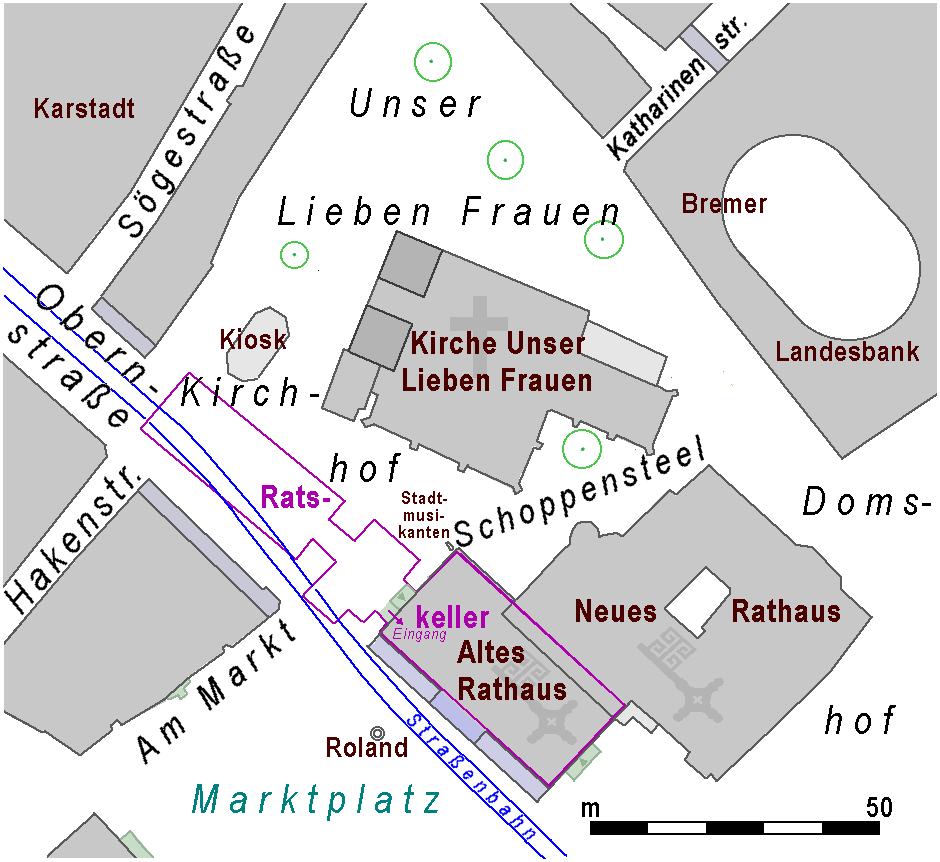
酒窖

不来梅市政厅酒窖创建于1405年，距今已有600多年的历史。作为市政厅大楼的一部份在2005年获得联合国教科文组织颁布的世界文化遗产称号，这是欧洲大陆唯一获此殊荣的酒窖。不来梅酒窖属于不来梅市政府所有，从建立酒窖开始，他就是世界上最大的唯一经营高级德国葡萄酒的酒窖，从政府获得许可，在最初的年代他一直垄断德国葡萄酒的国内和国际市场，其产品远销到俄罗斯圣彼得堡和英国伦敦。他们的销售对象为欧洲皇室，贵族和后来的政府以及社会上流阶层。

## 酒窖介绍
不来梅酒窖占地5000多平米，直接位于市政厅大楼，广场和周围的建筑物下面，离地面4-6米深，终年温度适宜，十分适合酒的保存。酒窖分为许多个小的厅，其中著名的有玫瑰大厅，里面桶装珍藏有1653年分的德国吕德斯海姆的白葡萄酒，此酒如今不对外公开销售，平时只有在酒窖大师和市长才可以接近它，并要经过特殊的批准才可以处理。 议长和凯撒厅其先作为不来梅议长接待政要的房间，洛洛克风格，从1890年到1914年德意志帝国皇帝威廉二世每年定期要在此厅举行品酒和早餐会。还有在入口大厅里的4支巨大酒桶，造于18世纪，用来珍藏美酒，其中最大的一只可装37000瓶酒，由于年代久远，4只桶如今不再装酒，只用来装饰。 
在酒窖里有珍宝厅，里面珍藏着历代大师们挑选的过去几个世纪的每个年份的美酒。珍宝厅也只有在大师的陪同下可以参观，其酒是可以对外销售，价格不菲。

## 文化和象征
一直以来德国不来梅酒窖是欧洲皇室，贵族，政要，音乐家和诗人们流连忘返的美酒圣地，德意志帝国的历代皇帝几乎把它作为御用的酒窖，著名的帝国铁血宰相俾斯麦曾多次游览酒窖，倍加推崇酒窖的美酒。还有德国著名的音乐家瓦格纳，布拉姆斯 JOHANNES BRAHMS 和闻名于世的施特劳斯都在酒窖里找到创作的灵感并终生是酒窖的追捧者。德国著名的烂漫主义诗人海涅在不来梅酒窖留下美丽的诗篇。近代著名的政治家也对酒窖产生浓厚的兴趣，比如英国伊丽莎白女王由于一直是酒窖的忠实客人，并实地考察过酒窖，直到今天不来梅酒窖是德国唯一家给英国皇室供酒的酒窖。德国前总理斯罗德也是酒窖的忠实顾客，他总是不定期的来酒窖，在酒窖里的特殊为政要准备的房间里，和他最亲密的政治伙伴们畅谈商议。
今天不来梅酒窖作为不来梅市的形象代表企业，屹立在格林童话中的不来梅音乐家的雕塑旁，欢迎世界各地的游客和葡萄酒爱好者参观和品尝。不来梅酒窖作为德国葡萄酒业的权威每年在初夏和德国葡萄酒研究院共同组织德国葡萄酒节，在不来梅市政厅广场上，人们一边平常德国美酒一边享受初夏的阳光。

## 日常工作
作为酒窖的第19代大师柯罗兹先生出身德国酿酒世家，他每天除了处理酒窖的日常事务外，他最重要的任务是实地在葡萄园呵护每一颗葡萄，并在采摘，酿酒等整个过程中把关。他每年至少要品尝3000种新出的葡萄酒，经过他的严格筛选，最后只有150种酒有资格贴上不来梅酒窖的酒标，并在酒窖珍藏销售。所以，在不来梅酒窖里的每一种酒都是独特的，都可以称得上是德国葡萄酒中的珍品。